# John Logan Chipman

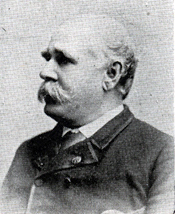
John Logan Chipman

John Logan Chipman (* 5. Juni 1830 in Detroit, Michigan; † 17. August 1893 ebenda) war ein US-amerikanischer Politiker. Zwischen 1887 und 1893 vertrat er den Bundesstaat Michigan im US-Repräsentantenhaus.

## Werdegang
John Chipman war ein Enkel von Nathaniel Chipman (1752–1843), der zwischen 1797 und 1803 den Bundesstaat Vermont im US-Senat vertreten hatte. Der jüngere Chipman besuchte die öffentlichen Schulen seiner Heimat und studierte danach zwischen 1843 und 1845 an der University of Michigan in Ann Arbor. Im Jahr 1846 arbeitete er als Erkunder für die im Bergbau tätige Montreal Mining Co. im Bereich des Oberen Sees. 1853 wurde er Verwaltungsangestellter beim Repräsentantenhaus von Michigan. Nach einem anschließenden Jurastudium und seiner im Jahr 1854 erfolgten Zulassung als Rechtsanwalt begann er im Norden Michigans im Bereich des Oberen Sees in seinem neuen Beruf zu arbeiten. Nach seiner Rückkehr nach Detroit wurde er zwischen 1857 und 1860 juristischer Vertreter dieser Stadt.
Politisch war Chipman Mitglied der Demokratischen Partei. In den Jahren 1865 und 1866 saß er als Abgeordneter im Repräsentantenhaus von Michigan. 1866 kandidierte er noch erfolglos für das US-Repräsentantenhaus. Zwischen 1867 und 1879 vertrat er als Anwalt die Polizei der Stadt Detroit. Von 1879 bis 1887 war Chipman Richter am Superior Court in Detroit. Bei den Kongresswahlen des Jahres 1886 wurde er im ersten Wahlbezirk von Michigan in das US-Repräsentantenhaus in Washington, D.C. gewählt, wo er am 4. März 1887 die Nachfolge von William C. Maybury antrat. Nach drei Wiederwahlen konnte er bis zu seinem Tod am 17. August 1893 im Kongress verbleiben.